# Nicéforo Briênio (etnarca)
Nicéforo Briênio (português brasileiro) ou Nicéforo Briénio (português europeu) (em grego: Νικηφόρος Βρυέννιος; romaniz.: Nikephoros Bryennios; em latim: Nicephorus Bryennius) foi um importante general bizantino que se envolveu nas revoltas contra a imperatriz Teodora (r. 1042; 1055-1056) e, posteriormente, contra o imperador Miguel VI, o Estratiótico  (r. 1056–1057).

## Carreira

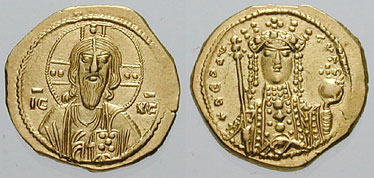
Tetartero de Teodora (r. 1042; 1055-1056)

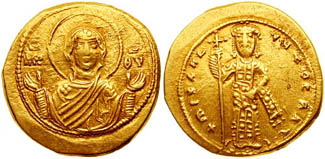
Tetartero de r.

Nicéforo é oriundo de Adrianópolis e já em meados do século XI tinha ascendido à posição de etnarca, responsável por comandar os mercenários estrangeiros no Tema da Macedônia. Aparece pela primeira vez em 1050, quando derrotou decisivamente os pechenegues, que vinham atacando as províncias bizantinas nos Bálcãs por muitos anos. Esta vitória encerrou estes raides por algum tempo. No início de 1055, quando o imperador Constantino IX Monômaco (r. 1042–1055) estava no leito de morte, foi convencido por seus conselheiros, principalmente o logóteta do dromo João, a passar o trono para o duque da Bulgária, Nicéforo Protevo. Porém, o plano deles foi antecipado pela já idosa cunhada de Constantino IX, Teodora, a última descendente da dinastia macedônica, que foi retirada de sua aposentaria num convento e proclamada "imperador" pela guarda imperial pouco antes da morte de Constantino. Uma purga dos oficiais mais graduados e da liderança das unidades militares na Europa se seguiu. Briênio, que aparentemente era o candidato preferido pelos tagmata ocidentais, também foi dispensado e exilado.
Voltando à corte após a morte de Teodora, se envolveu na agitação da aristocracia militar por causa das ações de Miguel VI, o Estratiótico. O imperador, mesmo tendo devolvido seu posto, se recusou a devolver as posses e a fortuna de Briênio que haviam sido confiscadas por Teodora. Com ordens em 1057 para marchar à frente de 3 000 soldados até a Capadócia para reforçar o exército local, Nicéforo deixou a capital furioso e começou a conspirar contra Miguel. Contudo, ao chegar lá, espancou um representante do imperador que contradisse uma ordem sua e o atirou na prisão, algo que seus oficiais perceberam como um sinal de que ele estava prestes a se revoltar. Eles então libertaram o representante, prenderam e cegaram Nicéforo, e o enviaram de volta para Constantinopla. Sua captura precipitou então uma revolta que levaria Isaac I Comneno ao trono após a Batalha de Petroe.

## Família
Nicéforo Briênio teve uma esposa chamada Ana, que era uma curopalatissa, e o casal teve dois filhos:
- Nicéforo Briênio, o Velho, um general que se revoltou contra Miguel VII Ducas em 1077 e continuou em revolta contra Nicéforo III Botaniates. Foi derrotado por Aleixo I Comneno na Batalha de Calávrita e foi também cegado. Ele, por sua vez, era o pai ou o avô do historiador e césar Nicéforo Briênio, o Jovem.[8]
- João, que apoiou o golpe de seu irmão e foi nomeado por ele doméstico das escolas. Após o fracasso da revolta, João foi capturado pela Guarda Varegue e assassinado.[1]